# Jan Górecki (1910–2003)

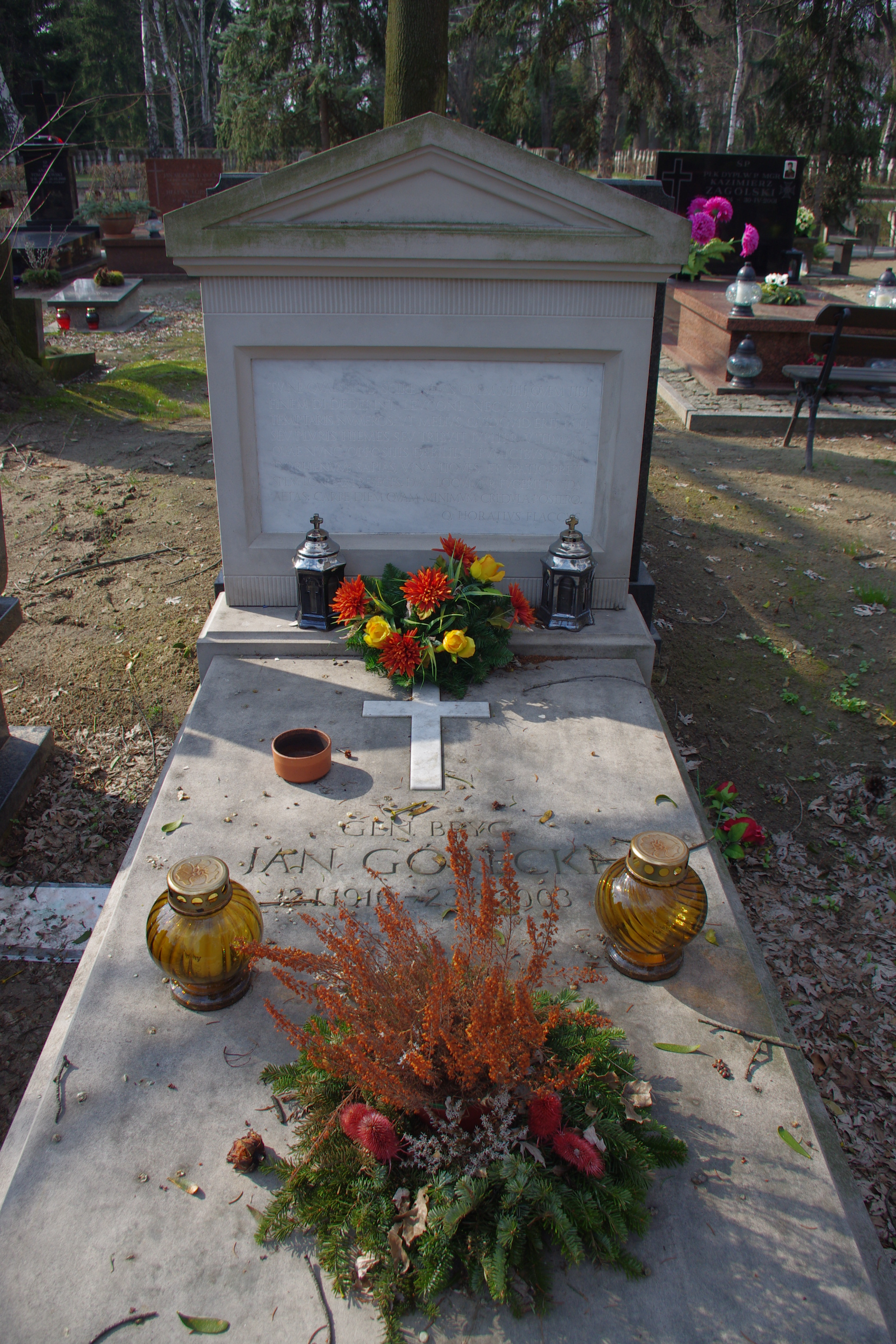
Grób gen. Jana Góreckiego na Cmentarzu Wojskowym na Powązkach w Warszawie

Jan Górecki (ur. 12 stycznia 1910 w Łańcucie, zm. 23 lutego 2003 w Warszawie) – polski wojskowy i polityk, generał brygady Wojska Polskiego.

## Życiorys
Po ukończeniu gimnazjum w Rzeszowie zaliczył rok studiów prawniczych na UJ w Krakowie. Od 1927 należał do KZMP, a od 1930 do KPP, za co był kilkakrotnie osadzony w więzieniu. 1937–1939 robotnik budowlany i brukarz w Warszawie, w 1939 krótko urzędnik bankowy w Krakowie.
Brał udział w kampanii wrześniowej 1939 jako szeregowy. Dostał się do niewoli niemieckiej, z której zbiegł do strefy okupowanej przez ZSRR. Po ataku Niemiec na ZSRR wcielony do 750. batalionu budowlanego jako sierżant. Od czerwca 1942 pracownik banku w Kazaniu, gdzie 25 maja 1943 zgłosił się do służby w Armii Polskiej w ZSRR.
W latach 1943–1950 był żołnierzem ludowego Wojska Polskiego. Absolwent Szkoły Oficerów Polityczno-Wychowawczych (lipiec 1943) i uczestnik bitwy pod Lenino. Od października 1943 porucznik i zastępca dowódcy III dywizjonu 1 pal ds. polityczno-wychowawczych, a od maja 1944 kapitan i szef Zarządu Polityczno-Wychowawczego 1. Dywizji Piechoty. Od października 1944 szef Zarządu Polityczno-Wychowawczego w dowództwie 2 Armii WP. Wiosną 1945 walczył nad Nysą Łużycką i w okolicach Drezna. Od września 1945 p.o. zastępcy dowódcy Poznańskiego Okręgu Wojskowego ds. polityczno-wychowawczych. Od marca 1947 do czerwca 1950 szef Departamentu Organizacji i Planowania MON. Od lipca 1947 generał brygady.
W latach 1950–1952 był wiceprezesem Najwyższej Izby Kontroli, w latach 1953–1957 podsekretarzem stanu w Ministerstwie Kontroli Państwowej, a od 24 października 1956 do 13 grudnia 1957 był jego kierownikiem w rządach Bolesława Bieruta i Józefa Cyrankiewicza. W latach 1959–1968 – generalny dyrektor w Ministerstwie Finansów.
Od 1944 był członkiem PPR/PZPR do 1968.
Odznaczony m.in. Krzyżem Virtuti Militari V klasy, Orderem Krzyża Grunwaldu III klasy, Medalem za Warszawę 1939-1945, dwukrotnie Złotym Krzyżem Zasługi, Order Czerwonej Gwiazdy, Krzyżem Komandorskim Orderu Odrodzenia Polski (Polonia Restituta).
Jest pochowany na Cmentarzu Wojskowym na Powązkach (kwatera EII-10-5).